# Скайстская волость
Скайстская волость (латыш. Skaistas pagasts) — одна из 26 территориальных единиц Краславского края Латвии. Граничит со Аулейской, Калниешской, Краславской, Робежниекской, Константиновской и Комбульской волостями своего края. Административным центром волости является село Скайста, помимо него в состав волости входят сёла Ветеровка, Вецели и Богданы.